# Araneus pseudoventricosus
Araneus pseudoventricosus este o specie de păianjeni din genul Araneus, familia Araneidae, descrisă de Schenkel, 1963. Conform Catalogue of Life specia Araneus pseudoventricosus nu are subspecii cunoscute.